# Чум
Чум (із комі чом, що походить від загальнопермського č'om — «курінь, хлів, комора, прибудова») — назва переносного житла (і його форми) у деяких народів Півночі Росії.

## Будування і структура
Чум являє собою намет із жердин конічної форми, часто гостроверхий, із закріпленими угорі жердинами. Узимку чум вкривали шкурами (найчастіше — оленячими), влітку — берестом, іноді парусиною.
Діаметр долішньої частини чуму становив від 3 до 8 метрів. Посеред чуму облаштовували вогнище, як для обігріву, так і викурення мошкари (у літню пору) — дим виходив в отвір, який лишали при зв'язуванні жердин нагорі чуму. За вхідні двері у чумі правила відкидна шкура. Долівку часто вкривали тими ж жердинами (гіляччям), а поверх — шкурами. Місце навпроти входу вважалося найголовнішим (адже з нього добре видно, хто заходив у чум).

## Історія та розповсюдження
Історики справедливо визначають чум як одну з первісних форм людського житла. За прообраз чуму міг правити намет із жердин, що приставлялися до якогось сталого об'єкта природи (скеля, дерево тощо).

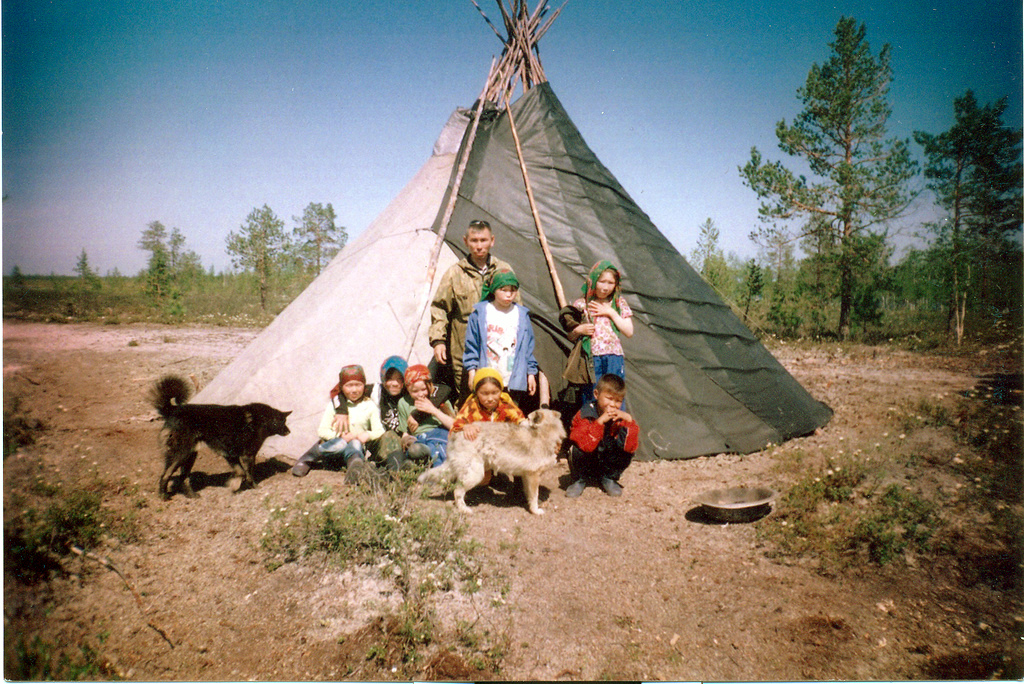
Хантийська родина біля чуму, поблизу озера Нумто, 2006 р.

Як форма житла чум поширений на величезній території від Кольського півострову, Північного Поволжя, Прикам'я, Уралу, майже по всьому Сибіру, включаючи його південні частини. Чум набув розповсюдження у доволі різних народів — фіно-угорських, тюркських, самодійських, монгольських і тунгуських. Зокрема, чум побутує у північних саамів і північних комі, хантів, ненців, кетів, північних якутів, ороків, евенів, нганасанів, тувинців-тоджинців та алтайців (найпівденніше, де його зафіксовано).
Взагалі чум — це фіно-угорське (комі) слово, зазвичай в інших народів це житло має свої національні назви, але назва чум усталилося в літературі, в тому числі і науковій, для називання загального типу такого житла. У сами́х фіно-угрів чум як житло зберігся лише у північних комі та саамів. Зокрема, у саамів чум є переносним літнім житлом і має назву кувакса, ко́вас (у східних російських саамів) або кота (у західних скандинавських саамів).
В угро-фінських народів Поволжя чум доволі рано втратив значення житлового приміщення, перетворившись на господарську підсобну будівлю. Так, в удмуртів, чувашів і мордовців (а також у тюрків Поволжя казанських татар) жердяний кістяк чума править за стодолу (шиш), критий соломою, він прикриває вхід до погребу. Так само і в західних фінів та карелів будівлі на подобі чуму (кота) виконують функції літньої кухні; а в естонців подібні літні кухні з жердин ялини побутували ще в XIX столітті.
Найдовше значення житлової споруди чум зберігав, а подеколи зберігає і досі в ненців, нганасанів, долганів тощо. Група чумів має назву стійбище.